# Poppi (pittore)
Il Poppi, soprannome di Francesco Morandini (Poppi, 1544 – tra il 3 e il 9 aprile 1597), è stato un pittore italiano del Cinquecento.

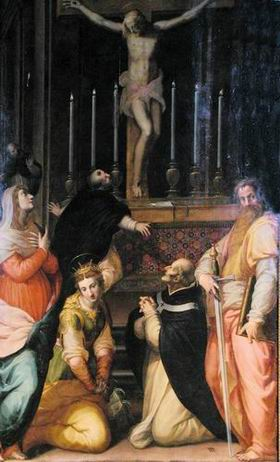
Crocifisso che parla a San Tommaso d'Aquino con altri santi, chiesa di San Domenico, Prato

Allievo di Giorgio Vasari, spiegò la sua vena di illustratore elegante e fantasioso negli affreschi di Palazzo Vecchio a Firenze: collaborò alla decorazione del Tesoretto e dello Studiolo di Francesco I.
Il suo stile, dalla pennellata sicura, si può riconoscere per il particolare uso del colore: colori cangianti su incarnati chiarissimi, soprattutto nei soggetti femminili, con delicate sfumature che danno corpo ai volumi attraverso una piena padronanza dei giochi di ombre e luci.

## Opere (parziale)
- Pala d'altare nella chiesa di San Niccolò Oltrarno a Firenze
- Crocifisso che parla a san Tommaso (1590 circa), pala d'altare nella chiesa di San Domenico, a Prato
- Crocifisso processionale dipinto su legno sagomato,1570, oratorio di San Girolamo e San Francesco Poverino, a Firenze